# Frederik Sneedorff

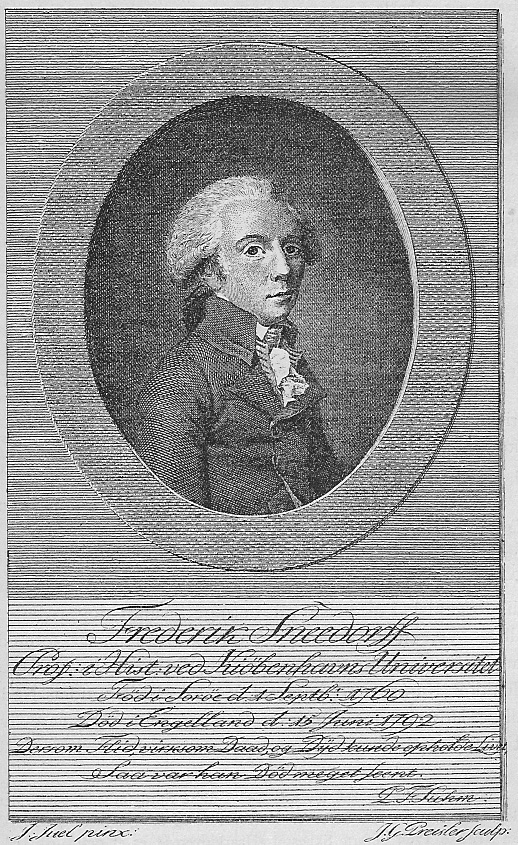
Frederik Sneedorff.

Frederik Sneedorff, född den 1 september 1761, död den 15 juni 1792, var en dansk historiker, son till Jens Schielderup Sneedorff, bror till Hans Christian Sneedorff.
Sneedorff blev 1786 magister och 1788 professor i historia, men omkom redan få år därefter genom en olyckshändelse i närheten av Liverpool. Sneedorff vann ett namn genom sina själfulla och vältaliga föreläsningar över Europas nyare historia och Danmarks historia, utgivna i 4 band 1794-98. Sneedorff författade även 1790-91 resebrev från Paris om den franska revolutionen till tidskriften "Minerva".